# Pheugopedius
Genre
Pheugopedius est un genre d'oiseaux de la famille des Troglodytidae.

## Liste des espèces
Selon la classification de référence du Congrès ornithologique international (version 14.1, 2024) :
- Pheugopedius atrogularis (Salvin, 1865) — Troglodyte à gorge noire
- Pheugopedius spadix Bangs, 1910 — Troglodyte moine
- Pheugopedius fasciatoventris (Lafresnaye, 1845) — Troglodyte à ventre noir
- Pheugopedius euophrys (Sclater, PL, 1860) — Troglodyte maculé
- Pheugopedius schulenbergi (Parker, TA & O'Neill, 1985) — Troglodyte de Schulenberg
- Pheugopedius eisenmanni (Parker, TA & O'Neill, 1985) — Troglodyte inca
- Pheugopedius genibarbis (Swainson, 1838) — Troglodyte à moustaches
- Pheugopedius mystacalis (Sclater, PL, 1860) — Troglodyte à favoris
- Pheugopedius coraya (Gmelin, JF, 1789) — Troglodyte coraya
- Pheugopedius felix (Sclater, PL, 1860) — Troglodyte joyeux
- Pheugopedius maculipectus (Lafresnaye, 1845) — Troglodyte à poitrine tachetée
- Pheugopedius rutilus (Vieillot, 1819) — Troglodyte des halliers
- Pheugopedius sclateri (Taczanowski, 1879) — Troglodyte de Sclater